# La Ruta de Don Quijote, el itinerario ecoturístico

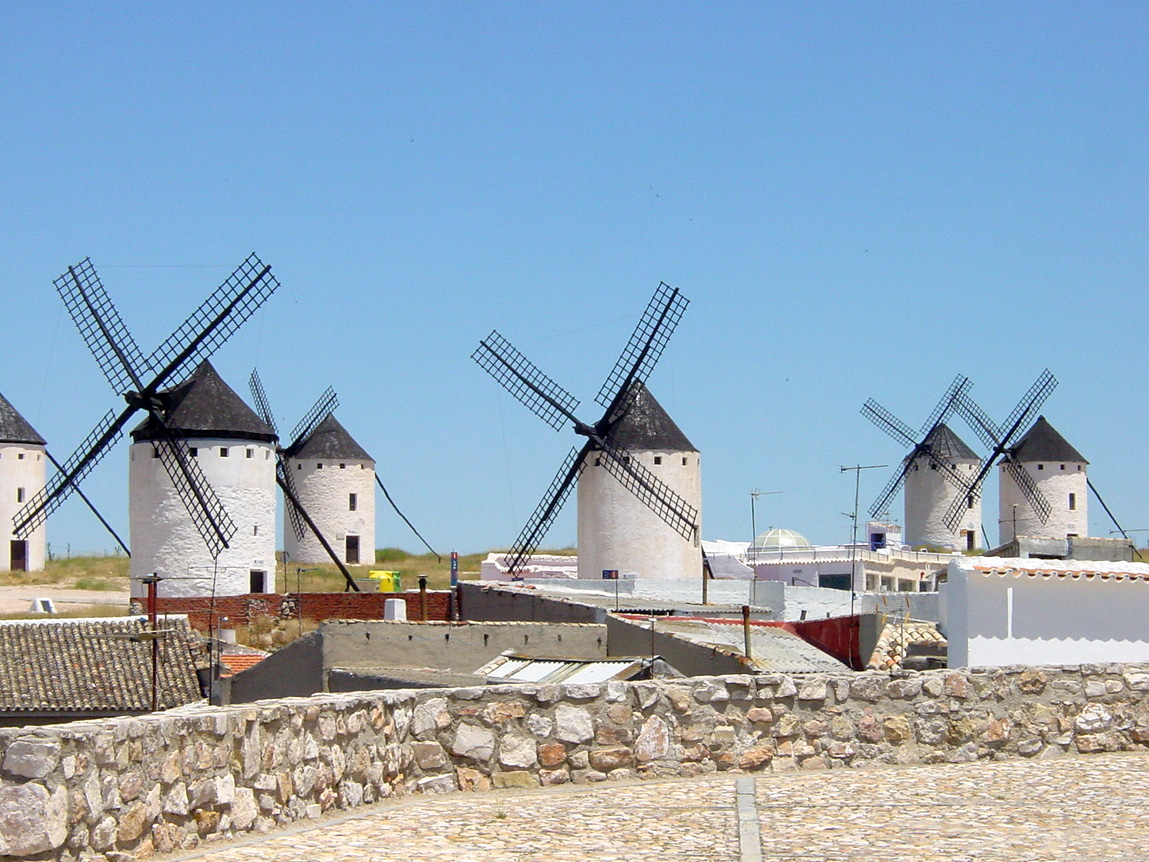
Molinos de viento en Campo de Criptana

La Ruta de Don Quijote se convierte en 2005, con motivo del IV centenario de la publicación de la primera parte del Quijote (1605-2005), en una ruta ecoturística de 2500 km publicada por el Gobierno de Castilla-La Mancha, que abarca una buena parte de la geografía castellano manchega. Está pensada para hacerse en caballo o bicicleta y las etapas a pie deberían dividirse en dos partes. El objetivo es recorrer todos los lugares que visitó el Quijote apartándose de las carreteras. Se puede dividir en diez tramos, cada uno de los cuales consta de varias etapas.
La Ruta de Don Quijote, con un presupuesto en su día de 40 millones de euros procedentes de la Junta de Castilla-La Mancha y que recorre unos 148 municipios, se convirtió durante un tiempo en itinerario cultural europeo, después del Camino de Santiago (1987) y las Rutas del legado andalusí, (1997), formando parte de una lista de los que han llegado a ser 45 itinerarios culturales europeos, como El Itinerario Mozart, la Ruta de los Celtas, la Ruta Vikinga, la Ruta de los Fenicios, la Ruta del Olivo o la de las Abadías cistercienses, pero en la evaluación 2011-2012 se retiró de la lista. por incumplimiento de la Resolución CM/Res(2010)52 sobre las reglas de concesión de la mención «Itinerario cultural del Consejo de Europa».

## Los diez tramos de la Ruta ecoturística
- Tramo 1. Toledo-San Clemente, 501 km, 10 etapas.
- Tramo 2. San Clemente-Villanueva de los Infantes, 267.2 km, 6 etapas.
- Tramo 3. Villanueva de los Infantes-Almagro, 238,3 km, 5 etapas.
- Tramo 4. Alcudia-Campo de Calatrava, 306,7 km, 8 etapas
- Tramo 5. Albacete-Bienservida, 179 km, 4 etapas
- Tramo 6. La Roda-Villamanrique, 334,3 km, 8 etapas.
- Tramo 7. Campo de Criptana-La Solana, 129 km, 3 etapas.
- Tramo 8. Almagro-Mascaraque, 363,6 km, 8 etapas.
- Tramo 9. Esquivias-Carranque, 28 km, 1 etapa.
- Tramo 10. Hoz del Río Dulce-Atienza, 87,8 km, 3 etapas.

### Tramo 1. Toledo-San Clemente

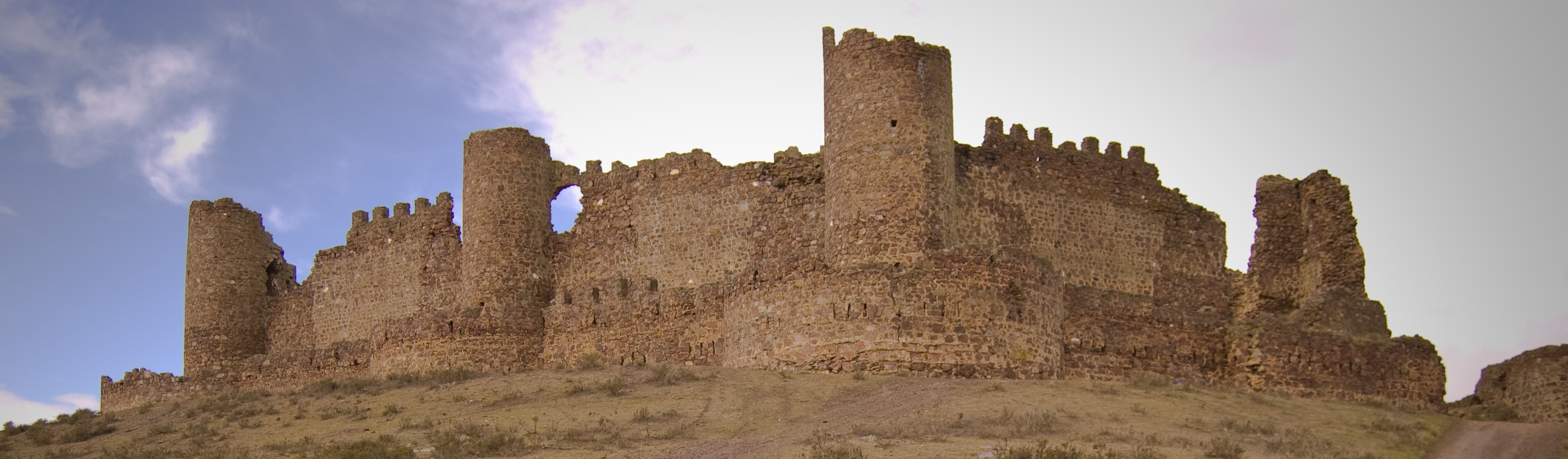
Castillo de Almonacid

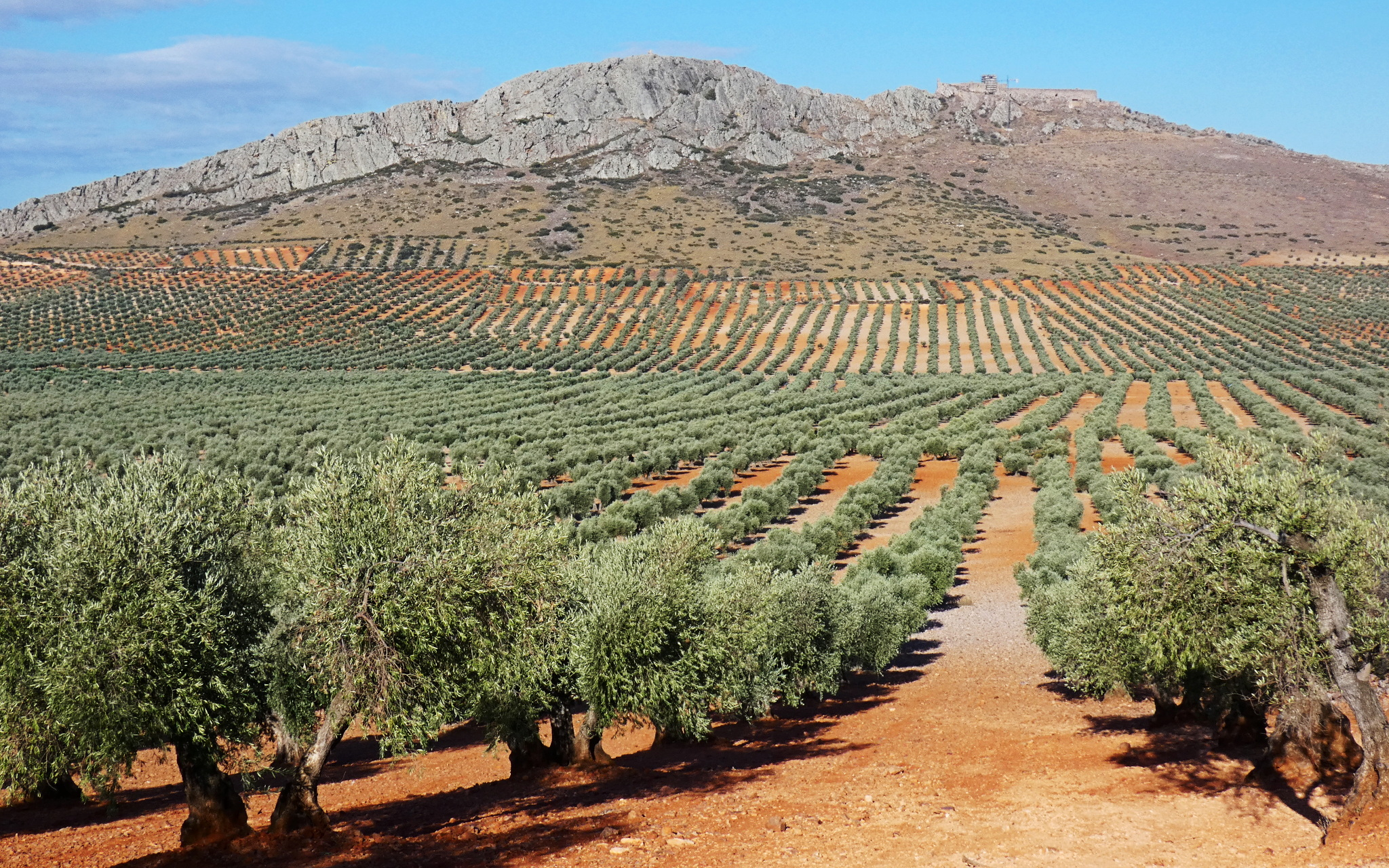
Sierra del Castillo de Peña Negras, en Mora, final de la etapa 1.

- Etapa 1. Toledo-Mora, 44 km. Se sale de Toledo hacia el sudoeste por el puente nuevo de Alcántara y se cruzan los cigarrales, una serie de fincas señoriales que aparecen en el Quijote a su paso por Toledo, un lugar frente a la ciudad donde se instalaron los nobles en el siglo XVI. El camino sigue, siempre hacia el sur, hacia Cobisa (4377 hab.), a 8 km, se desvía hacia el este, a Burguillos de Toledo (3390 hab.), a 3,3 km, y en la misma dirección, 5 km más hasta Nambroca (4954 hab.). Se sale hacia el norte, y por terreno ondulado se llega a Almonacid de Toledo (843 hab.), a 16 km, y con un giro hacia el sursudeste, a Mascaraque, a 11 km, 413 hab.) y por fin a Mora (9781 hab.), a 10 km.

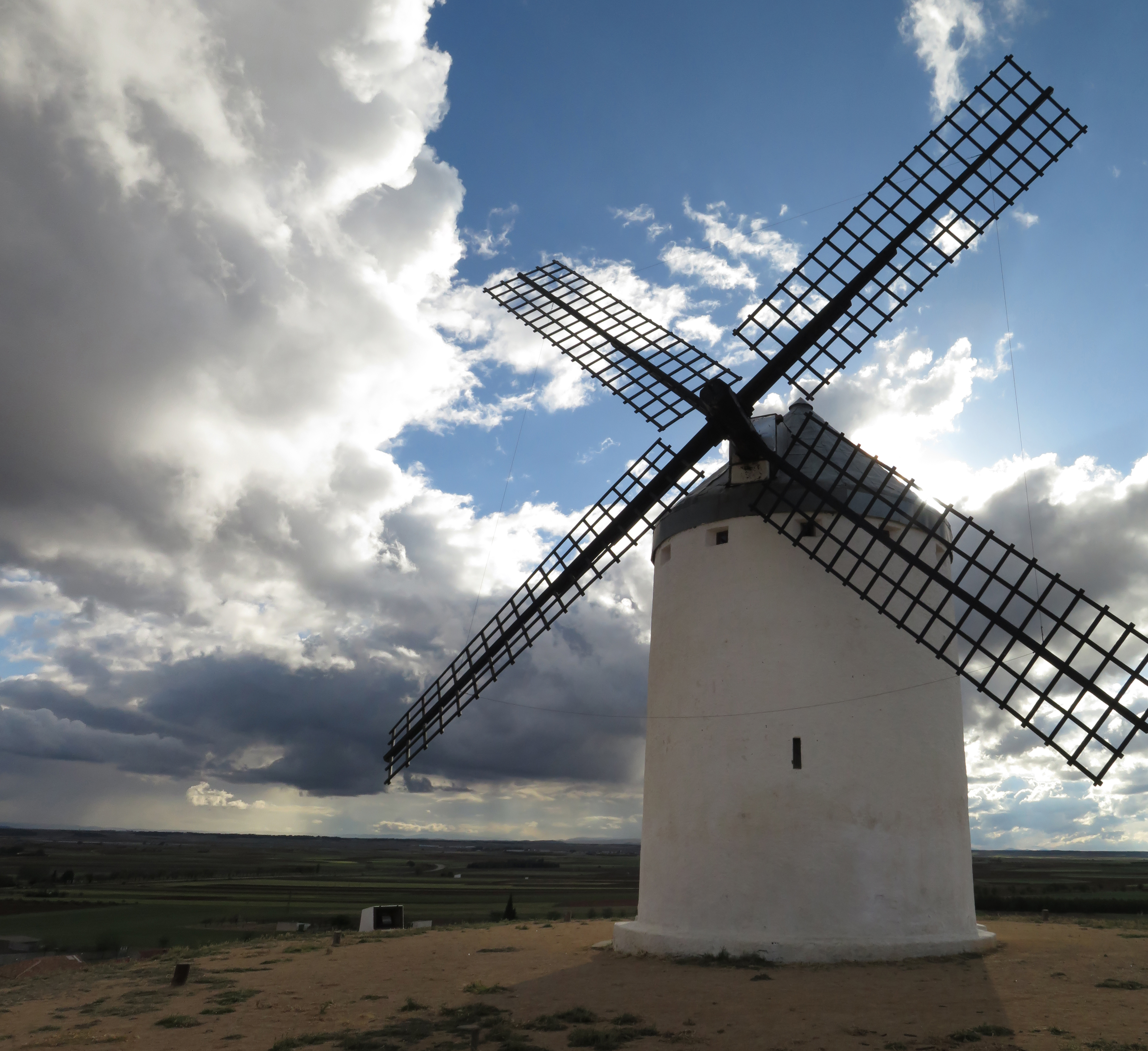
Molino de viento en El Romeral

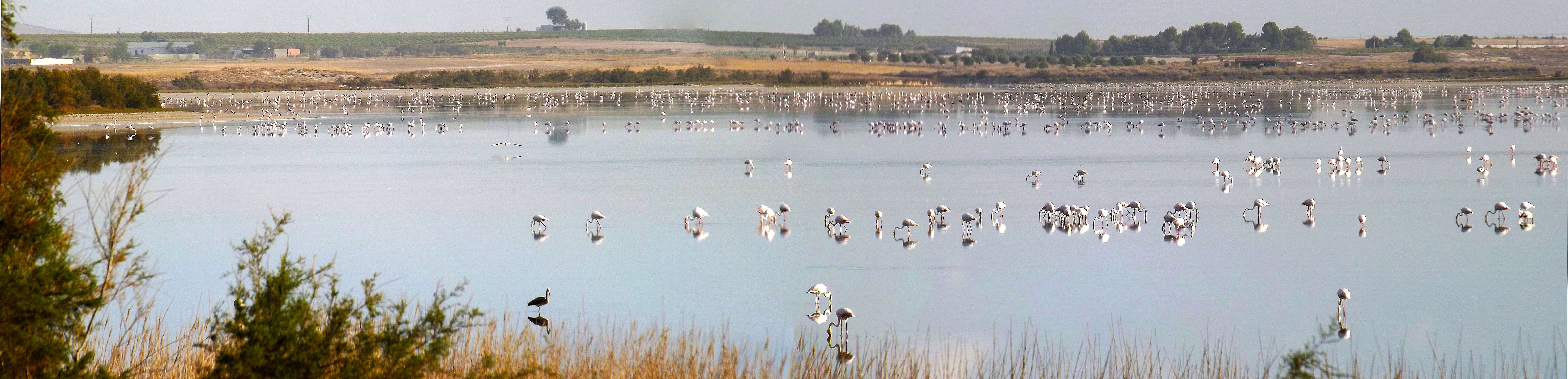
Laguna Larga de Villacañas

- Etapa 2. Mora-Villacañas, 68 km. Desde Mora, a 720 m de altitud, la ruta propone una incursión a la ermita de Nuestra Señora de La Antigua,[7] a 3 km al nordeste por el Camino de la Antigua, donde se encuentran las primeras estribaciones de los montes de Toledo, a 818 m, y desde allí, volver a Mora y subir al castillo de Peñas Negras, a 947 m de altitud y 4 km. Se baja del castillo hacia el este, hasta los 780 m, a un campo de olivares, se sigue la vereda del Puerto Encamarado, que cruza la sierra del Buey (853 m) y por otro campo de olivares se llega a las Casas de la Solana, a 9 km. Después se sigue hacia el este para cruzar por encima de la presa del embalse de Finisterre, a 690 m, y de aquí se sigue a Turleque (736 hab.), al sudeste, a 710 m y 31 km de Mora. Desde aquí, hacia el nordeste, cruzando campos de cereales, se llega a Tembleque (1967 h.), a 637 m y 14 km, localidad mencionada por Sancho en el Quijote. El camino sigue hacia el este, y tras otros 10 km, se llega a El Romeral (568 h.) y 622 m, donde hay una serie de ermitas y molinos de viento, al noroeste de la población. Se sigue hacia al sudeste, y a 15 km, pasando bajo la sierra del Romeral (878 m), donde hay un parque eólico, se llega finalmente a Villacañas (9434 h. en 2021), que en su parte oriental tiene como destacable la Laguna Larga,[8] a 660 m, al este, un humedal en el río Riansares, afluente del Cigüela y este del Guadiana.

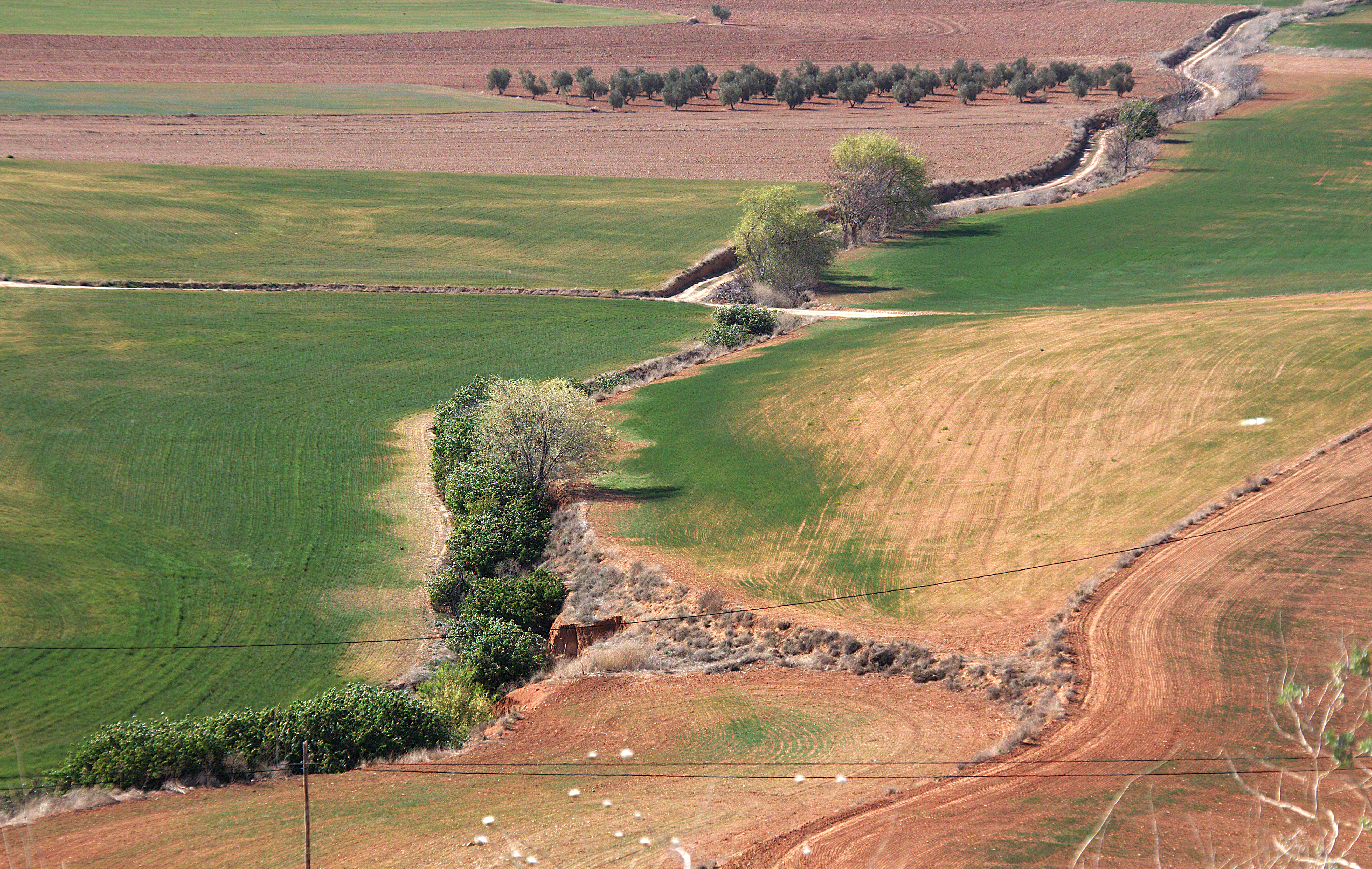
Valle del Cedrón en la Guardia

- Etapa 3. Villacañas-La Guardia, 51 km. El recorrido da un largo rodeo, dirigiéndose primero hacia el norte, a Lillo, a 15 km, pasando a la derecha de la Reserva natural  de las lagunas de El Longar, Altillo Grande y Altillo Chica, una zona endorreica, con un acuífero y yesos. El Longar es permanente, pero las otras son estacionales; con todo, es el complejo lagunar salino más grande de España, con 400 ha, con aves acuáticas y plantas esteparias.[9] El camino sale de Lillo, a 684 m, hacia el nordeste, pasa por la ermita de Monroy y luego por la de San Antón, a 2 km, en un cerro a 815 m. Poco después se coge la Real Cañada Soriana Oriental, que es vía verde, hasta la antigua estación de ferrocarril de Corral de Almaguer, a 10 km. Desde aquí, 7 km al oeste por campos ondulados se llega a una zona de cuevas donde el terreno desciende a la cañada del arroyo Testillos y sube otros 2 km a la Finca Tajonera de Arriba, junto a la C-3001, a 39 km del origen de la etapa. desde aquí por el camino de La Guardia (226 hab.), a otros 12 km se llega a La Guardia, con un último tramo por el arroyo Cedrón, donde hay humedales y una subida de unos cien metros de desnivel desde el cauce del río (620-710 m).

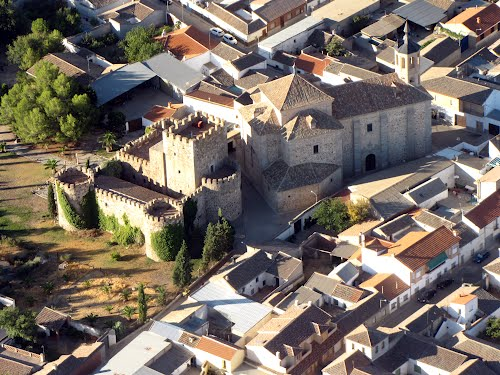
Castillo Juan de Padilla e Iglesia de Mascaraque

- Etapa 4. La Guardia-Mascaraque, 45 km. En lugar de ir en línea recta hacia el oeste se sale hacia el norte y se vuelve al arroyo Cedrón, a 5 km, pasando por la ermita del Santo Niño, a 645 m y cruzando la autopista. A partir de la carretera CM-4006, al oeste, a 4 km, se sigue el camino de Villamuelas, que luego se llama de los Cuartos del Casar, hacia el sudoeste, por una zona de ligeras cuestas y cañadas con campos de cereal y algún olivar, hasta la ermita de San Blas, a otros 6 km. Desde aquí, se sigue la vía del tren hacia el noroeste hasta la antigua estación de Huerta de Valdecarábanos,[10] a 7 km. Luego, por olivares, hacia el sur, hasta cruzar el río Algodor, a 8 km, y otros 11 km al sur y al oeste, pasando por la ermita de San Marcos de Yegros, hasta Mascaraque /413 hab.), donde hay castillo.
- Etapa 5. Villacañas-Campo de Criptana, 50 km
- Etapa 6. Laguna de Peña Hueca-El Toboso, 58 km

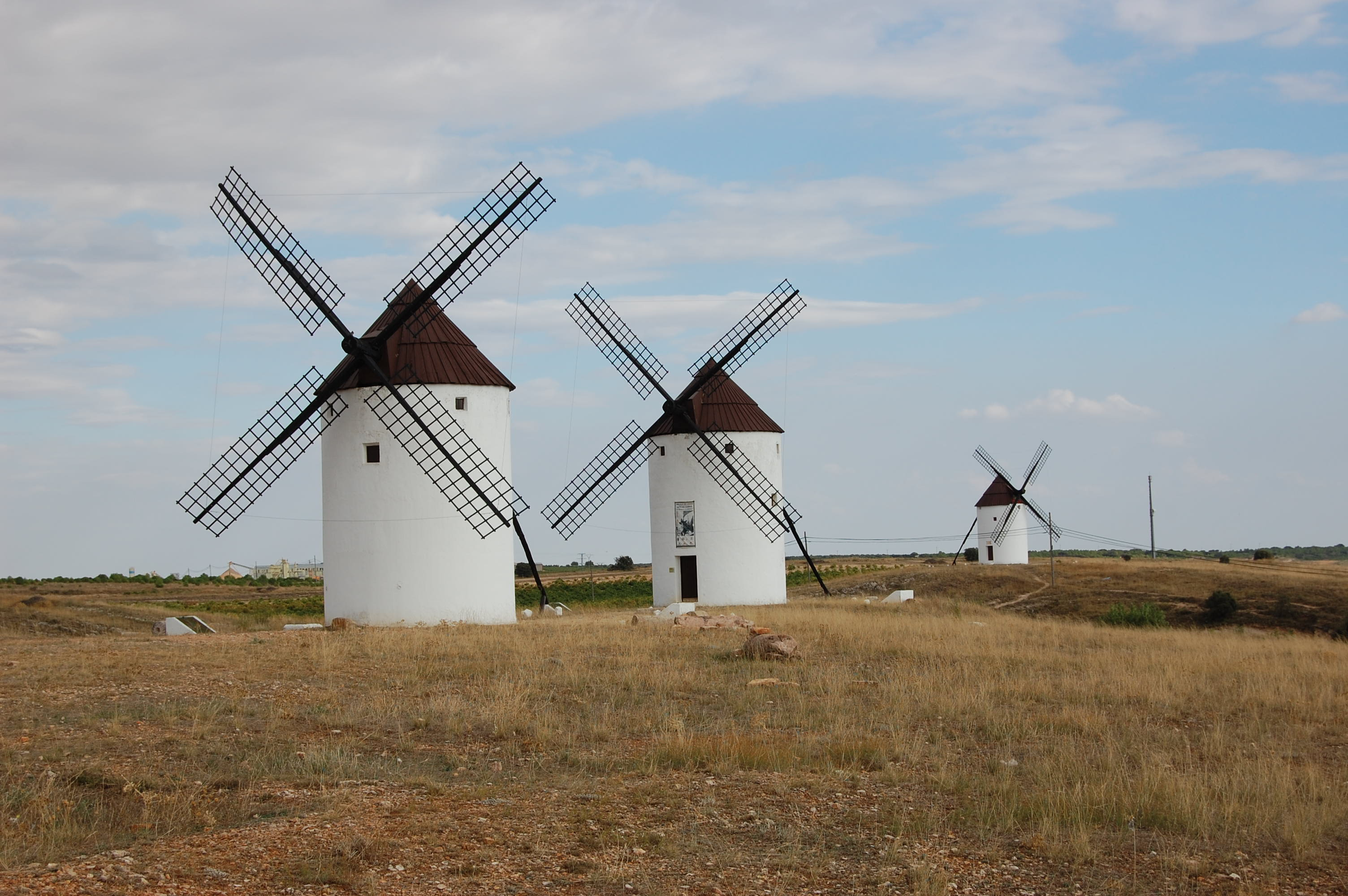
Molinos de viento de Mota del Cuervo

- Etapa 7. Quintanar de la Orden-Belmonte, 48 km. La ruta sale por el sur de Quintanar, por la ermita de Santa Ana, y se dirige hacia el sur-sudoeste hacia Miguel Esteban (4800 hab. y 610 m), a 8,5 km. La ruta se va luego hacia el este, pasa por la reserva ornitológica de los charcones de Miguel Esteban,[11] a unos 2 km, y después de otros 5-6 km cruzando viñedos llega a El Toboso (1699 hab. y 635 m). Siguiendo haca el este, a otros 11,5 km, por el mismo paisaje de secano y viñas, se llega a Mota del Cuervo (6035 hab. y 714 m), donde hay molinos y un museo. Siguiendo el camino desde los molinos hacia el nordeste, se cruza el arroyo de la Cañada de Tovar, a unos 13 km se encuentra la ermita de San Benito, y a otro kilómetro, Belmonte (1810 hab. y 756 m) en la provincia de Cuenca, donde hay un gran castillo a 825 m de altura, al este del pueblo.
- Etapa 8. Belmonte-Belmonte, 50 km
- Etapa 9. Belmonte-Carrascosa de Haro, 46 km
- Etapa 10. Carrascosa de Haro-San Clemente, 41 km

### Tramo 2. San Clemente-Villanueva de los Infantes

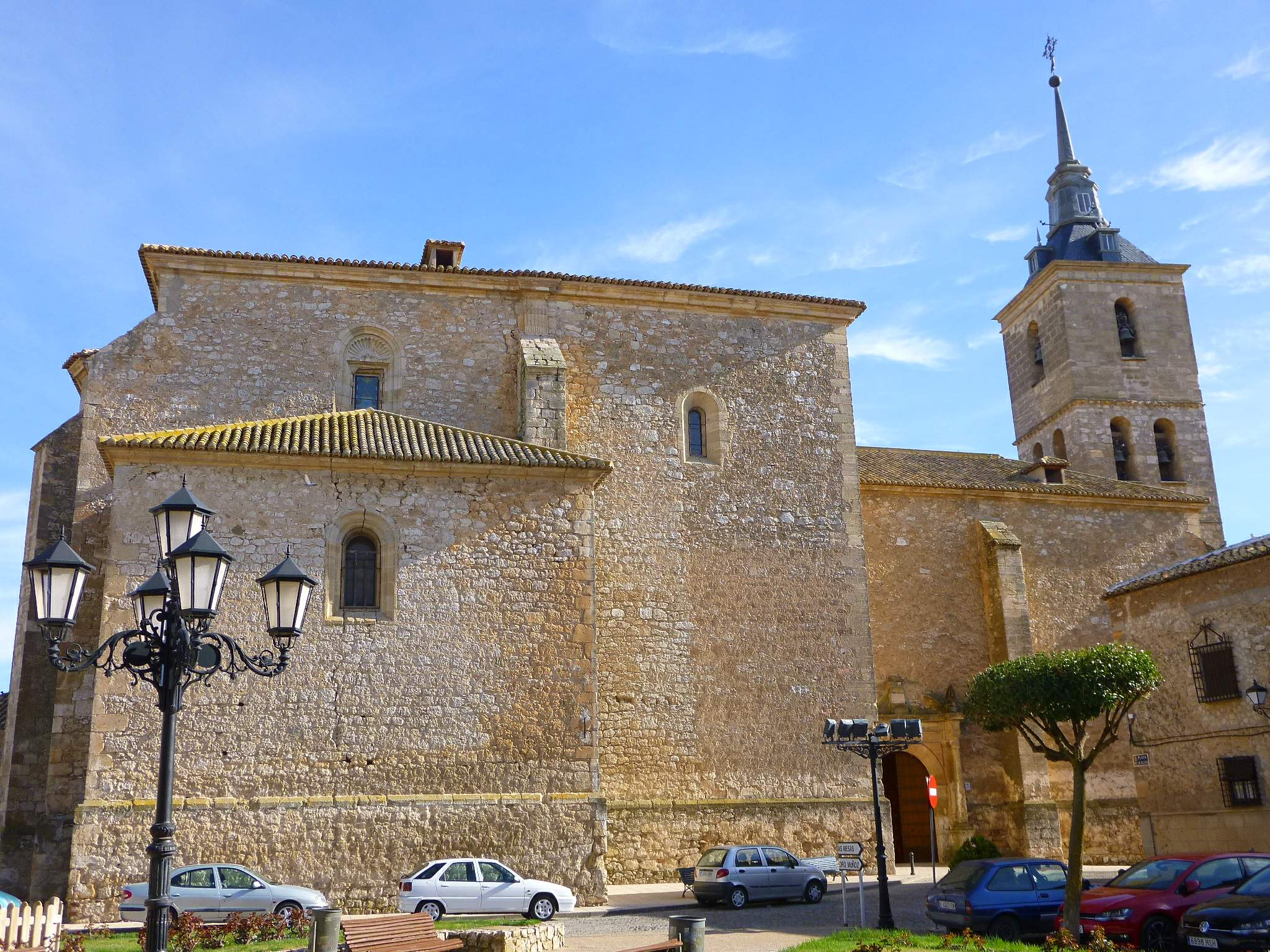
Iglesia de Nuestra Señora de la Asunción, en Socuéllamos

- Etapa 1. San Clemente-Socuéllamos, 55 km. El Quijote visita  San Clemente (7000 hab.) y se acerca a la ermita de la Virgen de Rus, que está a 10 km al norte del pueblo, donde Sancho grita su famosa frase: ¡Voto a Rus![12] En Semana Santa se celebran las fiestas de Rus, con una romería el lunes de Pentecostés. El camino, sin embargo, sale de San Clemente hacia el oeste camino de El Provencio, a 13 km, por camino llano. La siguiente parada, tras cruzar el río Záncara, hacia el sur, a 7 km, es Villarobledo (25.000 hab.), a 12,5 km. En el campo, llano, a 700 m de altitud, abunda la viña. Desde Villarobledo, donde hay tren, el camino vuelve hacia el norte, y gira al oeste al llegar al río Záncara, y al sudoeste desde un descansadero hasta Socuéllamos (12.000 hab.), tras un largo recorrido de 26 km. Por esta región pasa la Ruta del Vino de la Mancha.[13]

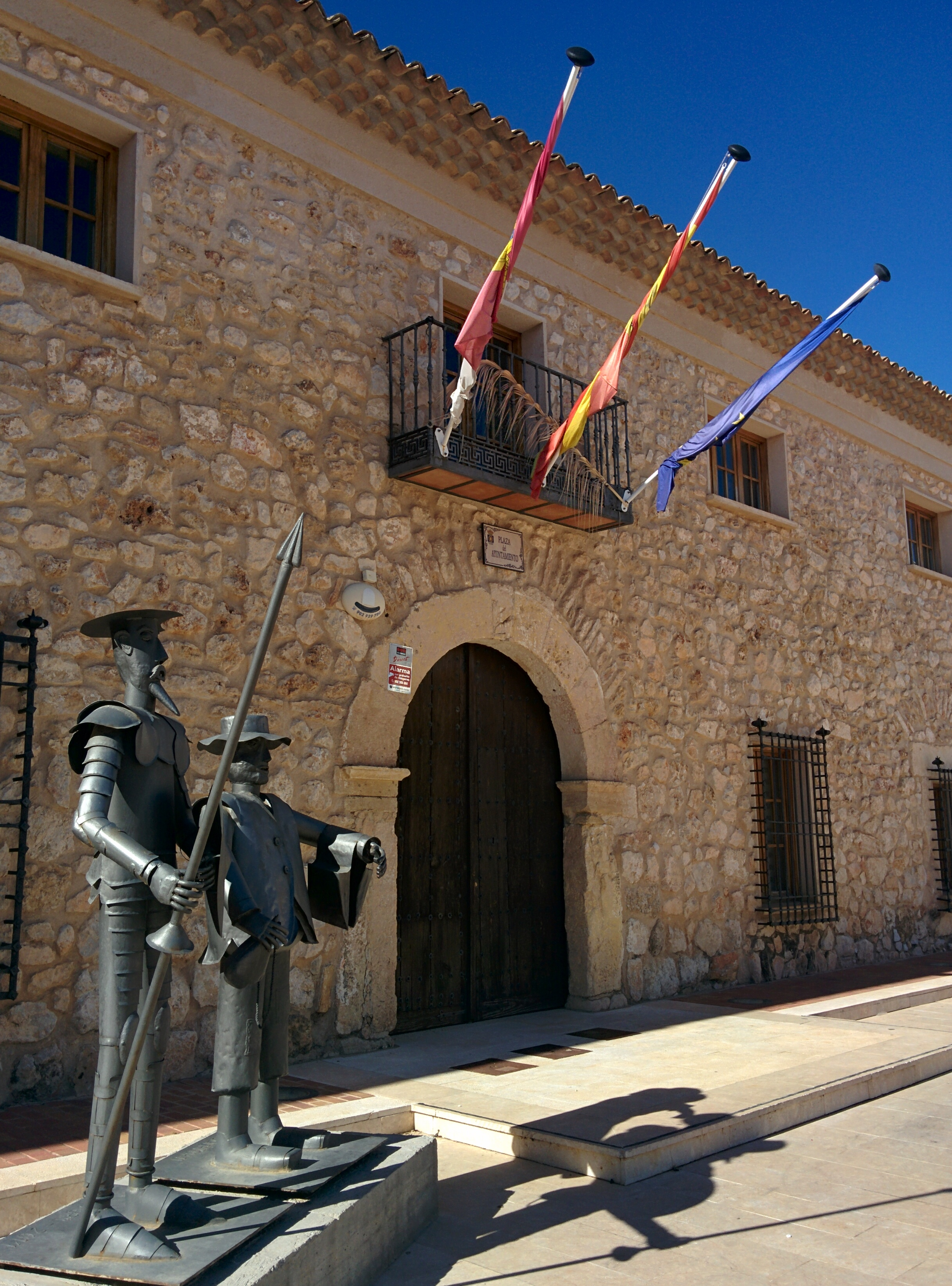
Ayuntamiento de El Pedernoso

- Etapa 2. Socuéllamos-El Toboso, 37 km. Larga etapa hacia el norte a través de la planicie manchega. A 5 km se cruza el río Záncara, donde hay un descansadero, el molino de Titos y la ermita de San Isidro. A otros 4 km se cruza el río de las Ánimas y enseguida el río Saona, a 4,5 km. Un giro hacia el noroeste lleva al Complejo lagunar de Manjavacas,[14] pasando junto a las lagunas de Alcahozo y Manjavacas, a otros 5 km. Esta última tiene 1 km2 en la cuenca alta del río Záncara. Es un humedal estacional en el que se reproducen, entre otros, la pagaza piconegra, la cigüeñuela, la avoceta, el pato colorado y el zampullín cuellinegro. Al norte de la laguna se encuentra la ermita de Nuestra Señora de Manajavacas, y después, el camino sigue hacia el noroeste, pasando por campos de viñas, olivos y cereales, entre los pueblos de Mota del Cuervo y Pedro Muñoz, hasta El Toboso (1700 hab.), patria de Dulcinea, a unos 17 km de la laguna.
- Etapa 3. Pedro Muñoz-El Pedernoso, 41 km. Pedro Muñoz (7325 hab.) se encuentra a 15 km al sursudeste de El Toboso y al oeste del complejo lagunar, y El Pedernoso al nordeste de Pedro Muñoz, a unos 22 km, pero la ruta de dirige hacia el este para dar forma a los catetos de un triángulo que pasa por las lagunas de Alcahozos y Manjavacas, sigue hasta Las Mesas, a 22 km, en un terreno algo más alto, y tiene su vértice en la laguna del Taray, junto a la Acequia Real, Desde Taray, a 27 km, se gira hacia el norte, se pasa por otra laguna seca, el Huerero, y se cubren otros 14 km hasta El Pedernoso (1132 hab.), a 772 m.

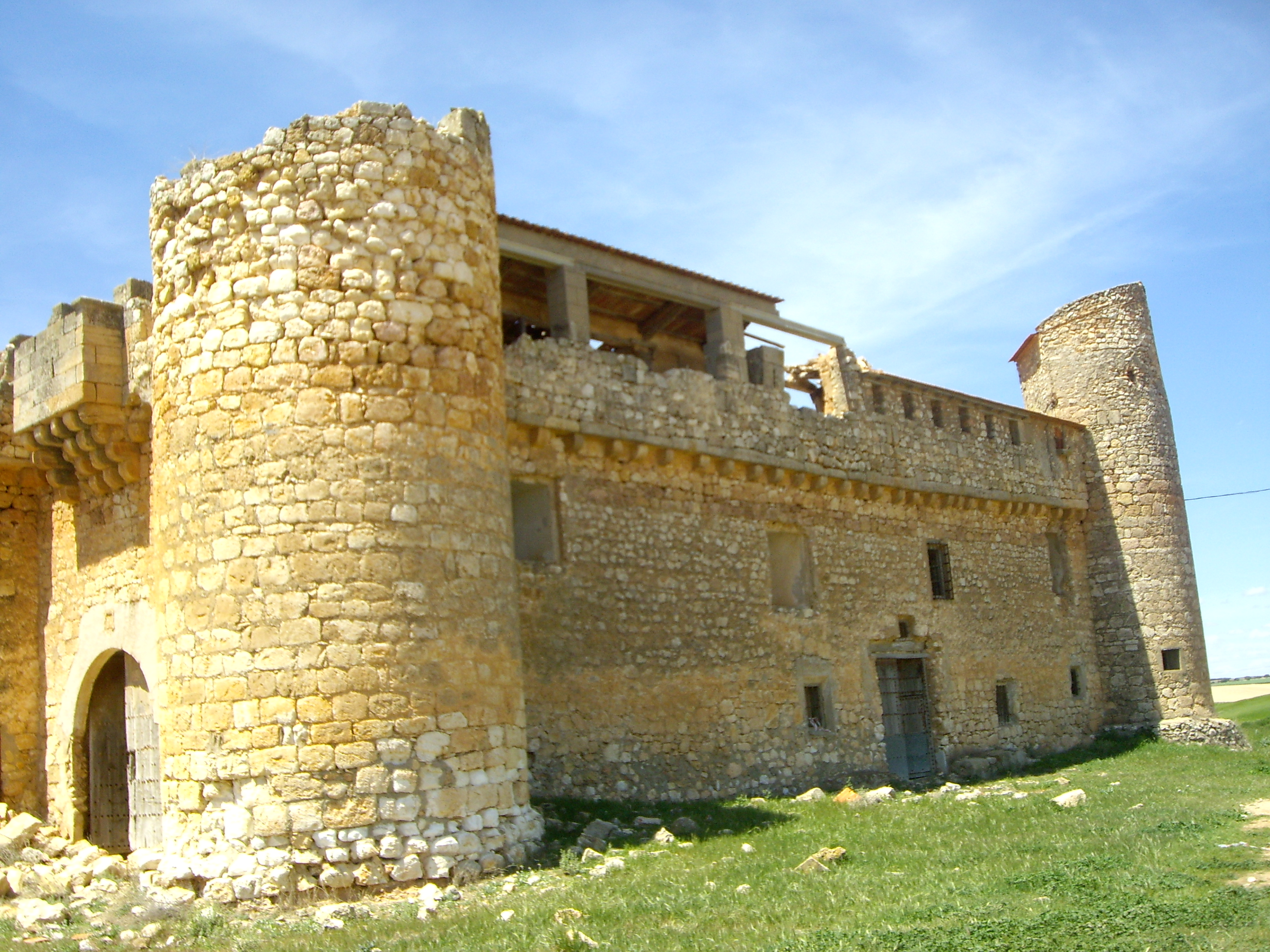
Castillo de Santiago de la Torre, entre Las Pedroñeras y San Clemente, junto al río Záncara.

- Etapa 4. Las Mesas-San Clemente, 36 km. El camino sale de Las Mesas (2310 hab. y 772 m) por el norte y se dirige hacia el nordeste siguiendo la Acequia Real hasta la pequeña laguna del Taray, a 5 km. Desde aquí, hacia el norte, hasta la laguna del Huevero, a 3 km, pasando junto a las lagunas estacionales de Navablanca y Grande. Luego hacia el este hasta Las Pedroñeras (6638 hab., 704 m), a 6 km, en la intersección de cuatro provincias, Cuenca, Ciudad Real, Toledo y Albacete. A otros 6 km hacia el este, se cruza el río Záncara, por donde se encuentra el castillo de Santiago de la Torre o de Santiaguillo, en plena llanura. Desde aquí se sigue el camino de San Clemente, que ya se cogió en Las Pedroñeras, durante otros 12 km hasta San Clemente (6953 hab. y 722 m).
- Etapa 5. Villarobledo-Ossa de Montiel, 46 km
- Etapa 6. Ossa de Montiel-Villanueva de los Infantes, 52,2 km

### Tramo 3. Villanueva de los Infantes-Almagro

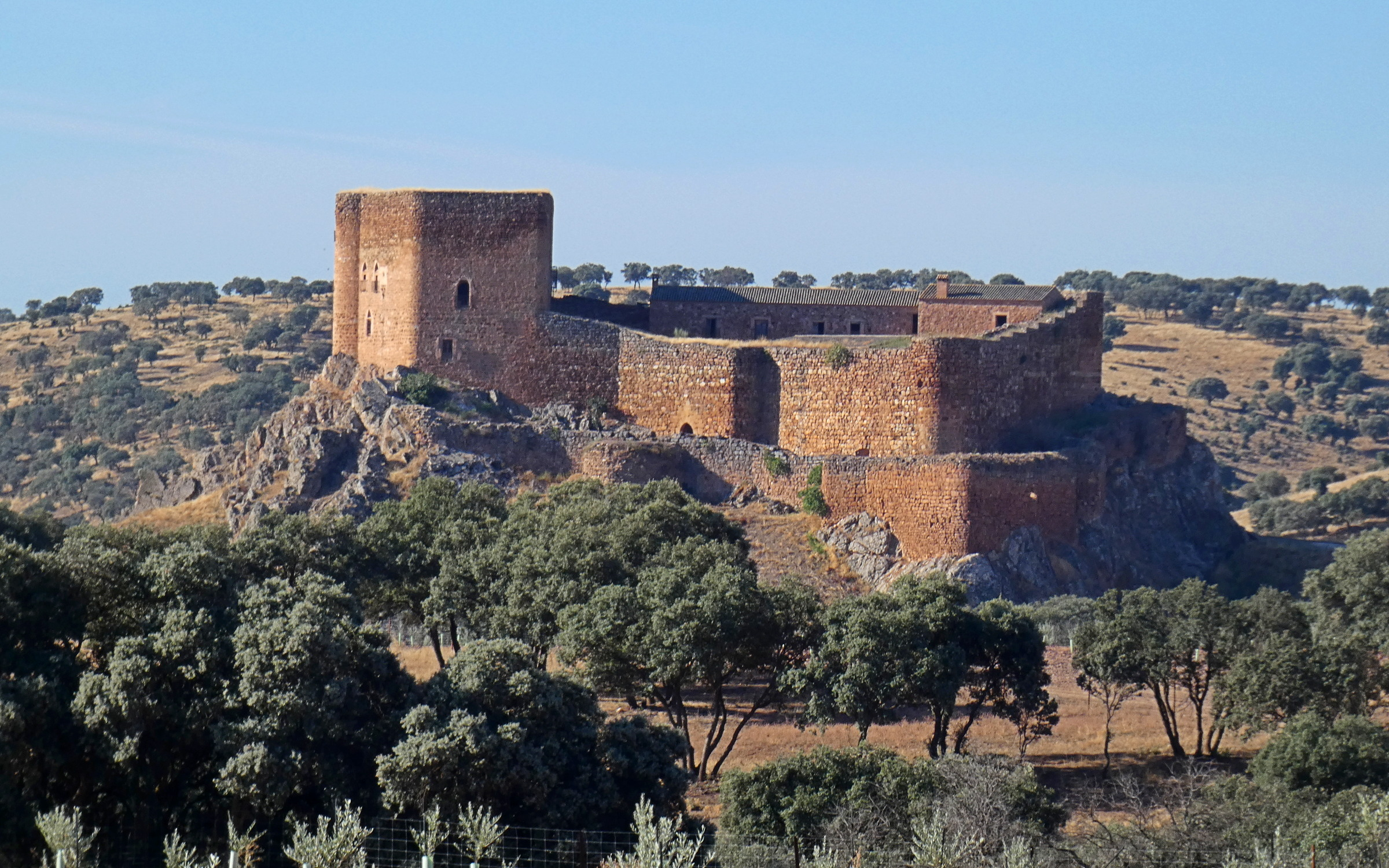
Castillo de Montizón, entre La Mancha y Sierra Morena, en el campo de Montiel.

- Etapa 1. Villanueva de los Infantes-Castellar de Santiago, 54,2 km. Se sale de Villanueva (1852 hab. y 880 m) hacia el sur. A 4,5 km se encuentra el Santuario de Nuestra Señora de la Antigua, donde cruzamos el río Jabalón. Seguimos hacia el sur y cruzamos el desvío hacia Almedina, a 15 km, y luego por el camino viejo hacia el oeste hasta Torre de Juan Abad (990 hab.) a 21 km. De aquí hacia el sur hasta el castillo de Montizón, a poco más de 8 km y 800 m, al pie de las montañas. Pertenece a Villamanrique, en el Campo de Montiel, tierra del Quijote, entre La Mancha y Sierra Morena, donde se desarrolla probablemente el episodio de los molinos. Desde el castillo hacia el oeste, bordeando por el norte los montes, a través de olivares, se llega a Castellar de Santiago (1833 hab., a 821 m) después de 20 km de marcha.
- Etapa 2. Castellar de Santiago-Almuradiel, 47 km
- Etapa 3. Torrenueva-Valdepeñas, 51,3 km
- Etapa 4. Valdepeñas-Manzanares, 46,5 km
- Etapa 5. Manzanares-Almagro, 39 km

### Tramo 4. Alcudia-Campo de Calatrava
- Etapa 1. Puertollano-Los Pozuelos de Calatrava, 43 km. El camino sale de Puertollano (46.000 hab., 708 m) hacia el oeste, por el camino del atajo, entre dos cerros hasta un collado a unos 800 m, desde el que se baja entre olivos a Almodóvar del Campo (6000 hab. y 656 m), a 6 km. De aquí hacia el noroeste, entre dehesas, olivos y sembrados, hasta Tirteafuera hay 15 km. No se entra en el pueblo, se cruza el río Tirteafuera y se entra en el Campo de Calatrava. Siguiendo hacia el noroeste se llega a las minas de San Quintín, a 27 km de Puertollano. De aquí hacia el nordeste, se pasa por la laguna de La Carrizosa,[15] a unos 6 km, y por la cañada segoviana hasta Pozuelos de Calatrava (352 hab.), otros 10 km.
- Etapa 2. Los Pozuelos de Calatrava-Poblete, 24,7 km
- Etapa 3. Puertollano-Los Pozuelos de Calatrava, 38 km
- Etapa 4. Puerto de Valderrepisa-Puertollano, 53,2 km
- Etapa 5. Fuencaliente-Minas del Horcajo, 35 km
- Etapa 6. Minas del Horcajo-Sierra del Toroso, 35 km
- Etapa 7. Puertollano-Villanueva de San Carlos, 32 km
- Etapa 8. Villanueva de San Carlos-Valenzuela de Calatrava, 46 km

### Tramo 5. Albacete-Bienservida
- Etapa 1. Albacete-Casas de Lázaro, 50,5 km
- Etapa 2. Casas de Lázaro-Alcaraz, 68 km
- Etapa 3. Alcaraz-Salobre, 36 km

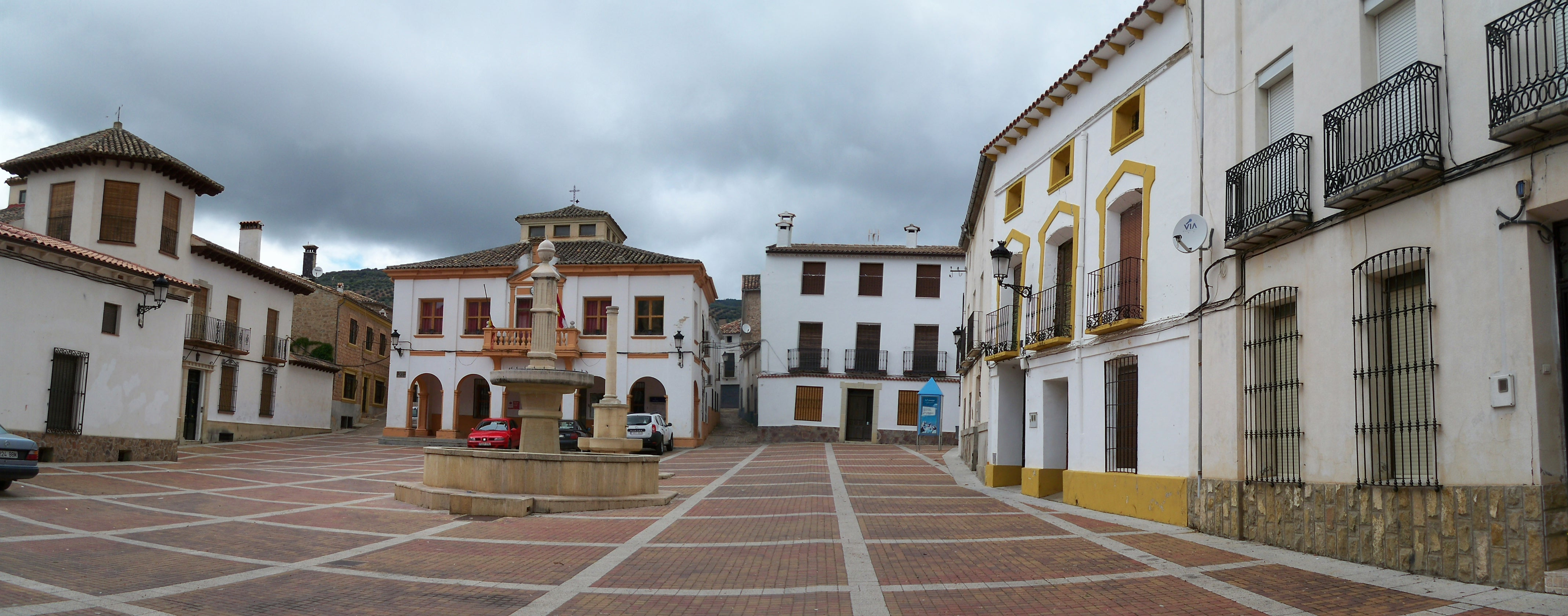
Plaza de la Constitución de Bienservida

- Etapa 4. Salobre-Bienservida, 24,5 km. En la provincia de Albacete, se sale de Salobre (461 hab. y 931 m de altitud), hacia el oeste, al norte del río Salobre, hasta que se cruza el río y se sigue el camino de Villapalacios hacia el sudoeste hasta esta localidad, a 10 km, primero por un paisaje relativamente arbolada y finalmente por un estepa cerealística. Desde Villapalacios (556 hab. y 836 m) se puede seguir la antigua vereda del Camino de Andalucía hasta la ermita de San Blas, y luego la colada del Camino de la Mancha, que pasa entre el Cerro Vico (1217 m) y el alto de la Hoya (1375 m), por campos de olivos, hasta Bienservida (595 hab. y 893 m), al norte del Parque natural de las sierras de Cazorla, Segura y Las Villas, ya en Jaén.

### Tramo 6. La Roda-Villamanrique
- Etapa 1. La Roda-Munera, 42,3 km
- Etapa 2. San Clemente-Munera, 58 km
- Etapa 3. Munera-El Bonillo, 25 km
- Etapa 4. Lezuza-El Ballestero, 28 km
- Etapa 5. El Ballestero-Laguna Blanca, 54 km
- Etapa 6. El Ballestero-Alcaraz, 29 km
- Etapa 7. Alcaraz-Albaladejo, 53 km
- Etapa 8. Albaladejo-Villamanrique, 45 km

### Tramo 7. Campo de Criptana-La Solana
- Etapa 1. Campo de Criptana-Argamasilla de Alba, 42 km
- Etapa 2. Argamasilla de Alba-Ruidera, 47 km
- Etapa 3. Argamasilla de Alba-La Solana, 40 km

### Tramo 8. Almagro-Mascaraque

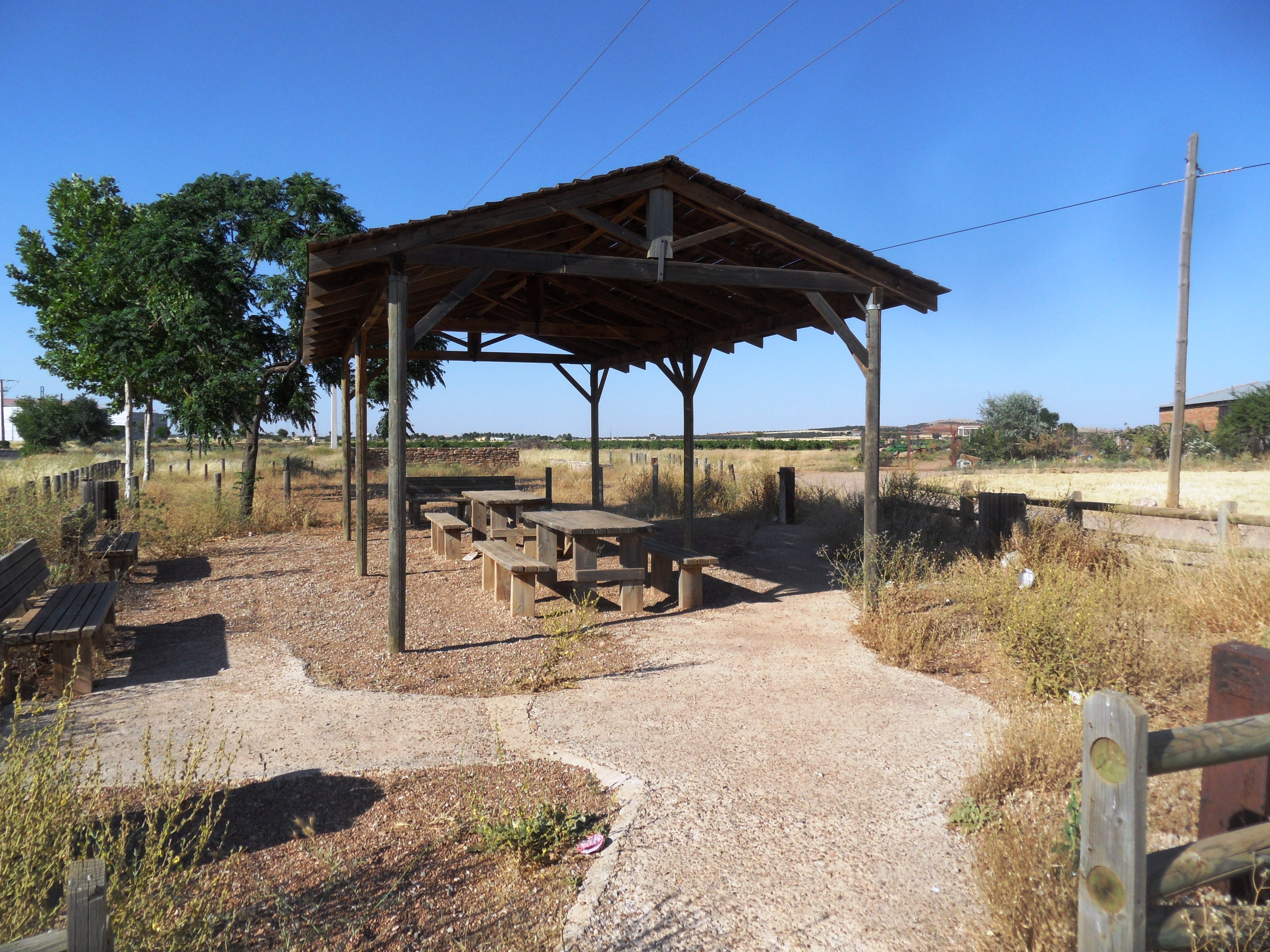
Merendero de la ruta del Quijote en Valenzuela de Calatrava.

- Etapa 1. Almagro-Ciudad Real, 44,1 km. Ciudad Real se encuentra a 23 km al noroeste de Almagro, por un paisaje llano, pero la ruta propone un rodeo, yendo primero desde Almagro a Valenzuela de Calatrava (700 hab., 656 m), al sudoeste, en una fértil región cerealística, a 6,8 km. Desde aquí, hacia el oeste, se pasa por una zona entre cerros, que obliga a subir hasta los 700 m, para bajar y tras otros 7 km cruzar el río Jabalón, a 600 m, hacia el sudoeste. Luego, por el camino de la Virgen de los Santos, se llega a la ermita del mismo nombre, sobre otro cerro, a 775 m, a 20 km de Almagro. Después hay que seguir hacia el norte, aunque como alternativa se podía haber seguido el río Jabalón, acortando algo el camino, hasta el Caserío de la Puebla, a 28 km de la salida. Por campo ondulado de cereales se llega hacia el oeste al Caserío de Ciruela, a 34 km, y desde aquí, a otros 10 km hacia el norte a Ciudad Real. Hay que decir que todos los cerros que aparece en esta región forman parte del Campo de Calatrava y son restos de volcanes, entre ellos los que se hallan junto a los caseríos de la Puebla y Ciruela.[16] En Ciruela hay los restos de un castillo del siglo XI, que se construyó sobre un domo volcánico de unos 12 m de altura.[17]
- Etapa 2. Ciudad Real-Daimiel, 44,2 km
- Etapa 3. Ciudad Real-Malagón, 34,1 km
- Etapa 4. Malagón-Consuegra, 55 km
- Etapa 5. Malagón-Consuegra, 40 km
- Etapa 6. Consuegra-Villarta de San Juan, 55,3 km
- Etapa 7. Puerto Lápice-Fuente el Fresno, 35,9 km

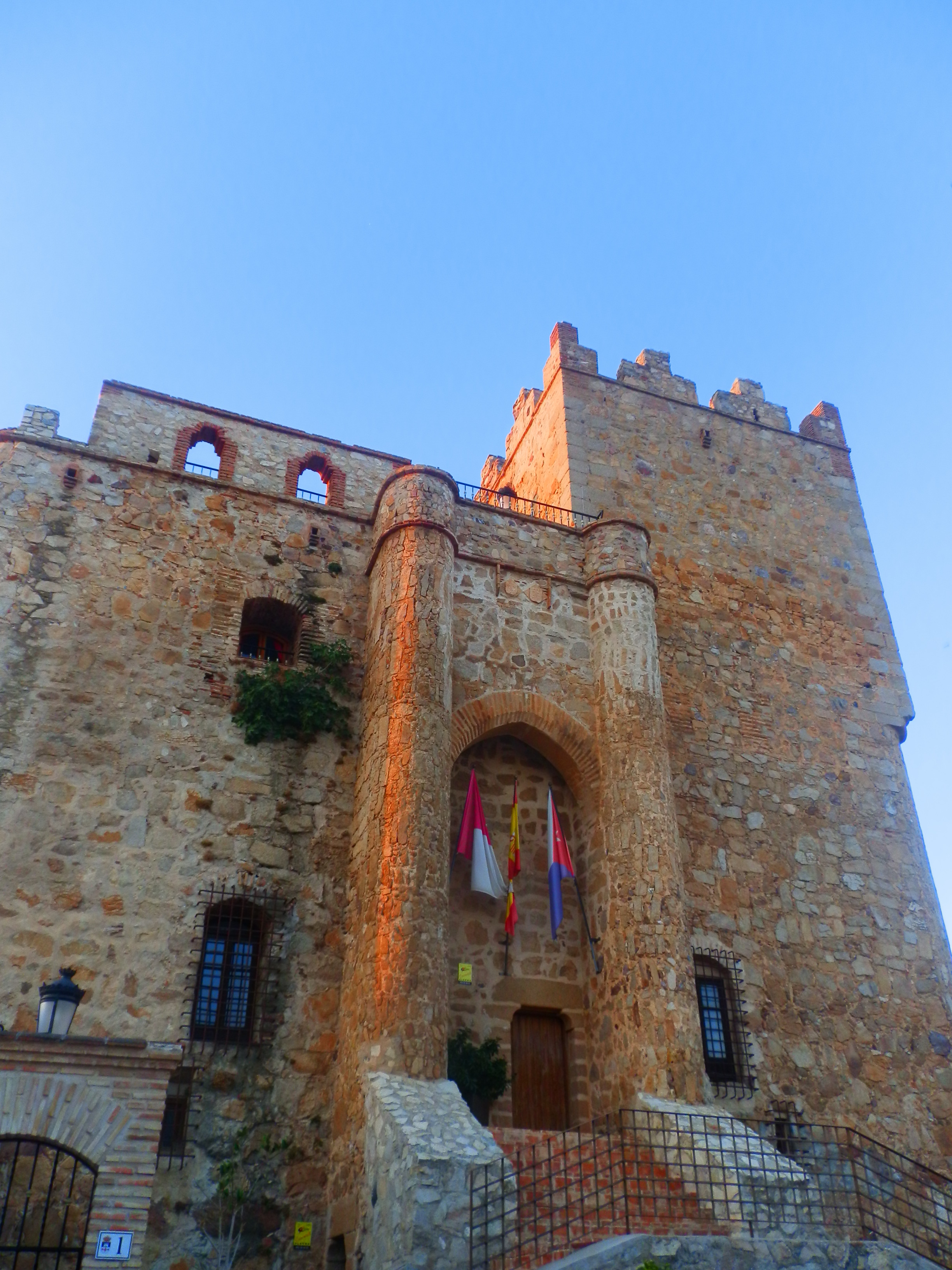
Castillo de Manzaneque

- Etapa 8. Consuegra-Mascaraque, 55 km. El camino sale hacia el noroeste desde Consuegra (9942 hab. y 704 m) y a solo 5 km cruza entre las sierras del Aljibe (coronada por el monte de Consuegra, 849 m) y la sierra del Oso, por el camino de Yebenes, entre olivos y viñas. En el km 21, tras extensos campos de cereal y viña, se cruza el río Algodor y enseguida el lugar donde se cruzan la carretera CM-4025 con la línea del AVE. Luego, el camino gira hacia el norte y cruza la Serrezuela de Manzaneque por el mismo lugar que la vía y la carretera, entre olivos, y llega a Manzaneque (376 hab. y 715 m) tras otros 10 km, sin apenas desniveles. En las sierras se ve alguna encina. Desde Manzaneque se va hacia el oeste, se cruza bajo la vía del AVE, a 1 km, y enseguida se coge el camino de Orgaz, junto a un descansadero de la Ruta del Quijote y el arroyo de Ransares. De aquí, entre viña y cereal, otros 7 km hasta Orgaz (2655 hab. y 744 m). Desde aquí hay unos 15 km hasta Mascaraque (413 hab. y 714 m), al norte.

### Tramo 9. Esquivias-Carranque

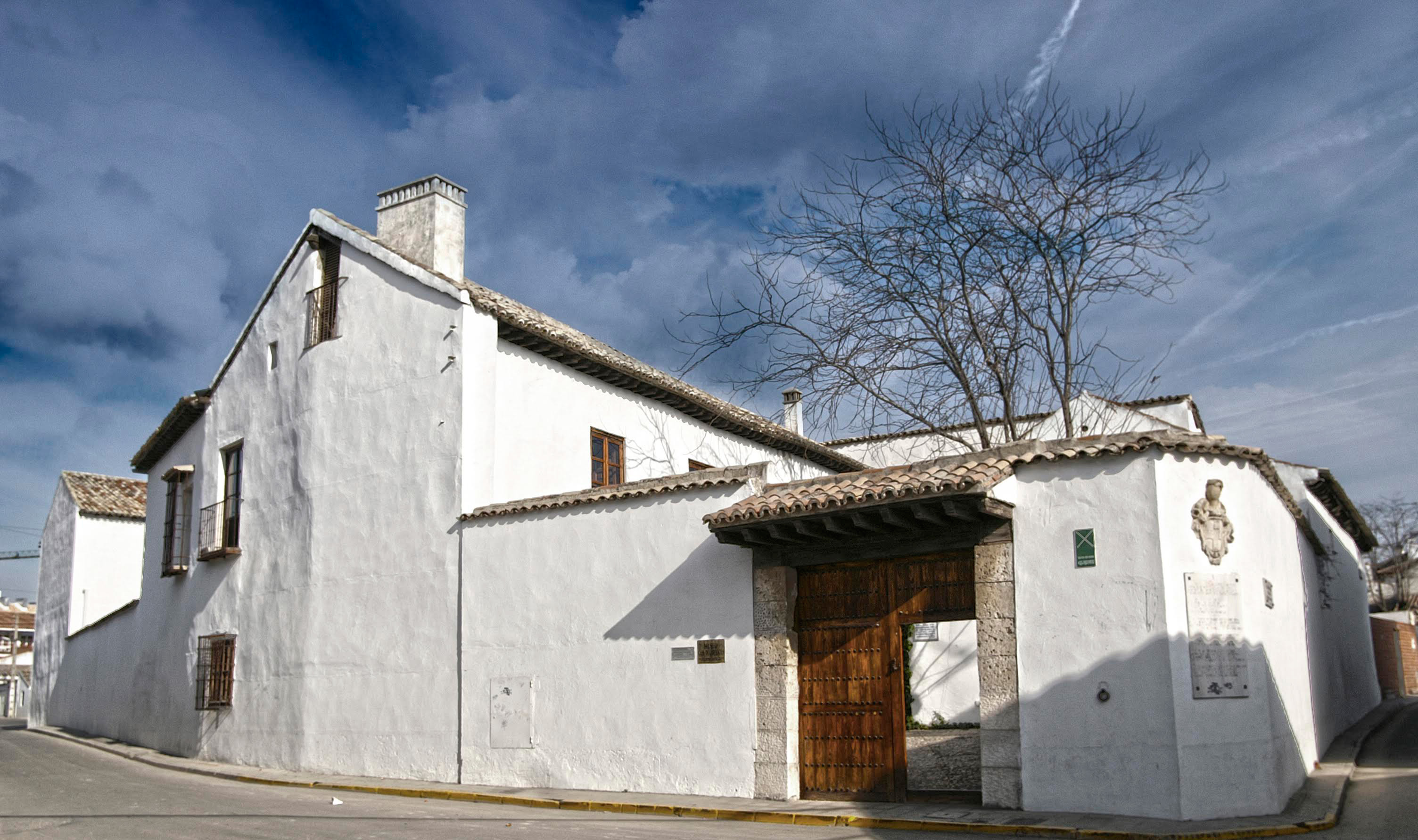
Casa-Museo de Cervantes en Esquivias.

- Etapa 1. Esquivias-Carranque, 28 km. En Esquivias (5747 hab.) vivió Miguel de Cervantes entre 1587 y 1594, y es el lugar de nacimiento de su esposa, Catalina de Palacios.[18] En esta localidad se encuentra la Casa Museo de Cervantes[19] y la Sociedad Cervantina de Esquivias.[20] La ruta es bastante llana y cruza la comarca de La Sagra, al norte de la provincia de Toledo, en frontera con la de Madrid. El camino se dirige en primer lugar a Yeles (5779 hab.), al noroeste, a 4,8 km por el camino de los Quemadales. Siguiendo hacia el oeste, a otros 6 km, y tras cruzar la vía del AVE, se encuentra Illescas (30.229 hab. en 2021), donde destaca el Santuario de Nuestra Señora de la Caridad, con obras de El Greco. Al 6 km al noroeste de Illescas se encuentra Ugena (5626 hab.) y a otros 3 km en la misma dirección, Carranque (5022 hab. en 2021). A 5 km al noroeste del pueblo se encuentra el parque arqueológico, con la Villa romana de Carranque.[21]

### Tramo 10. Hoz del Río Dulce-Atienza

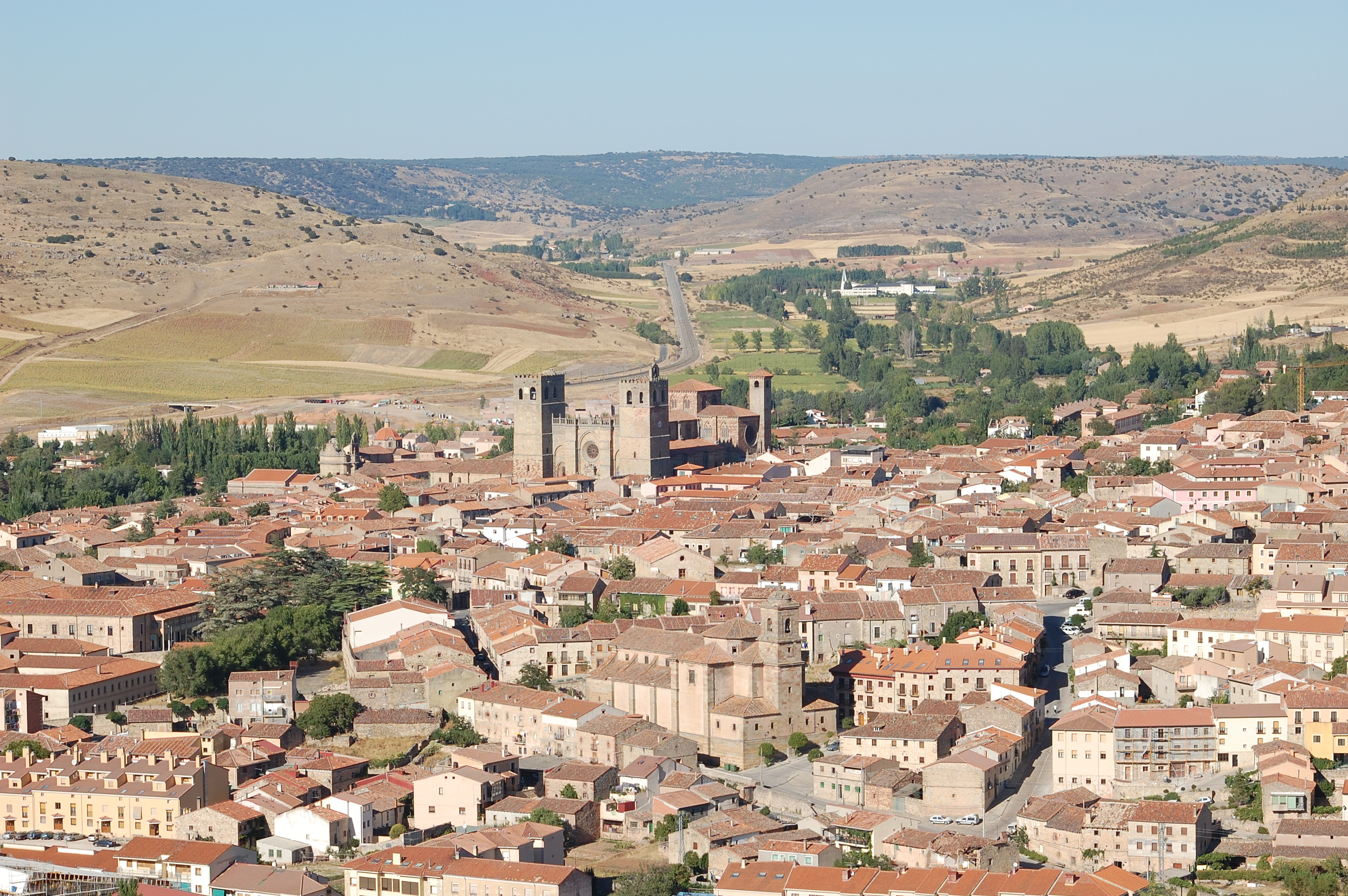
Sigüenza

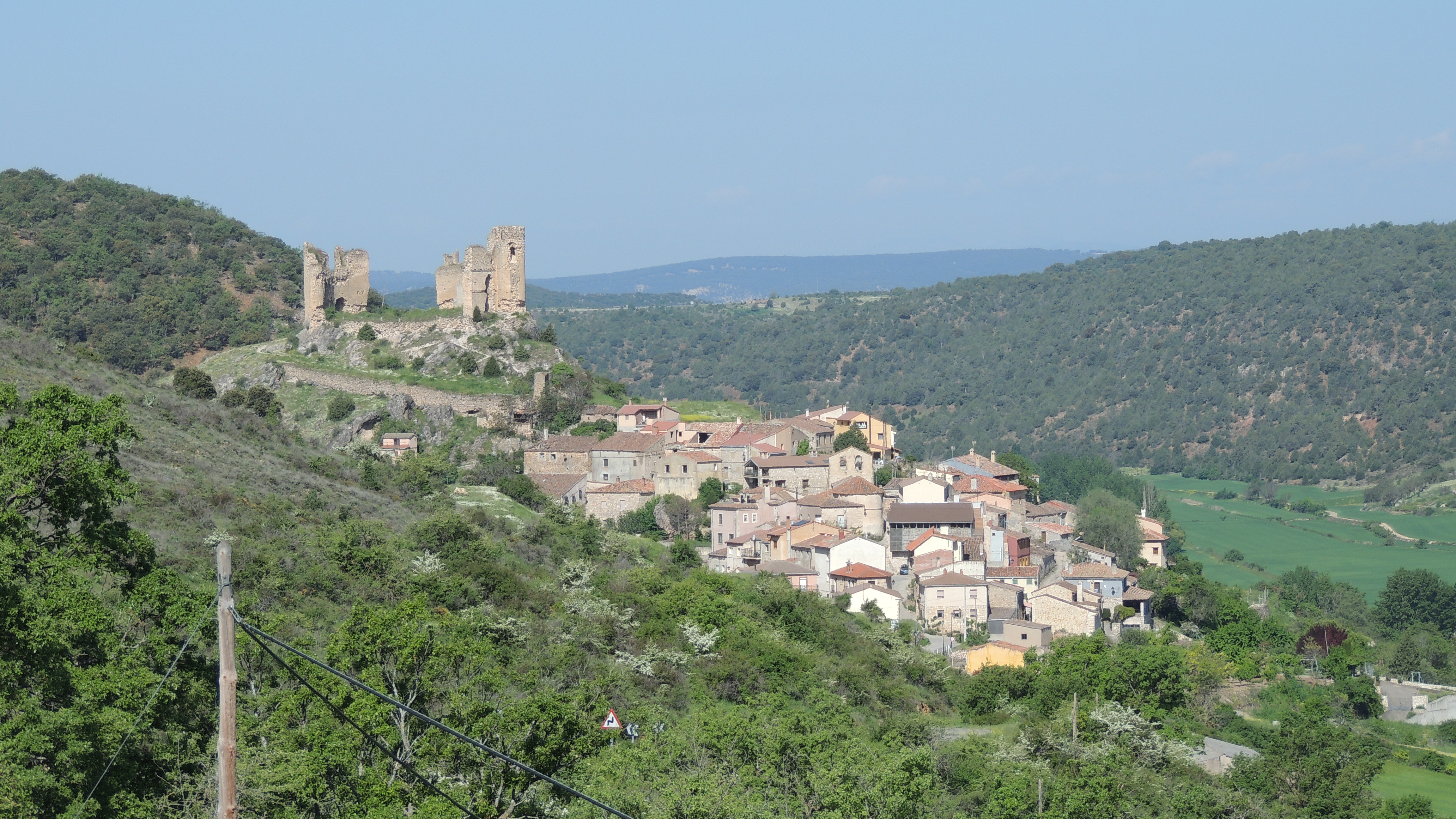
Pelegrina, a la salida de la Hoz del río Dulce

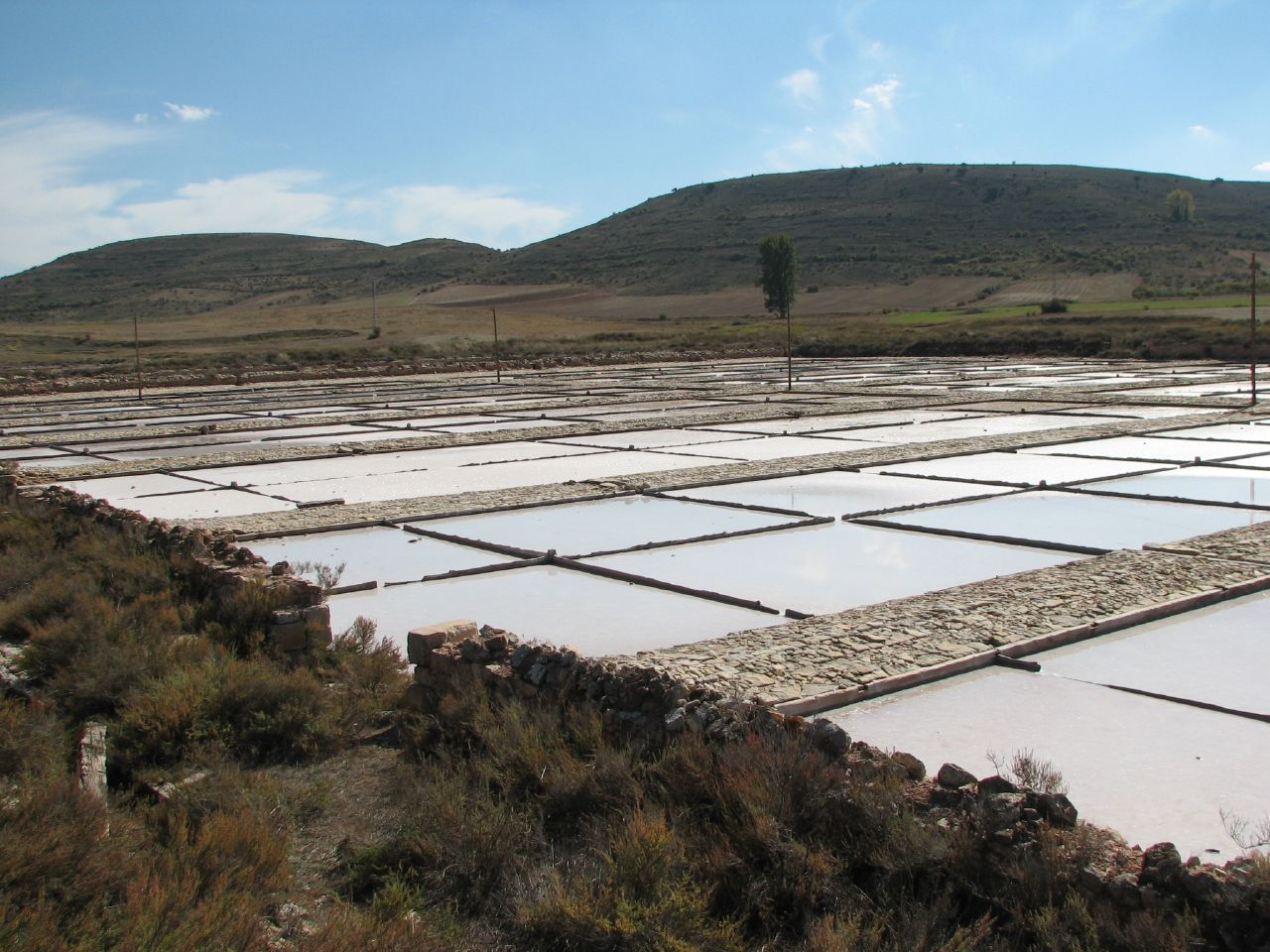
Salinas de Imón

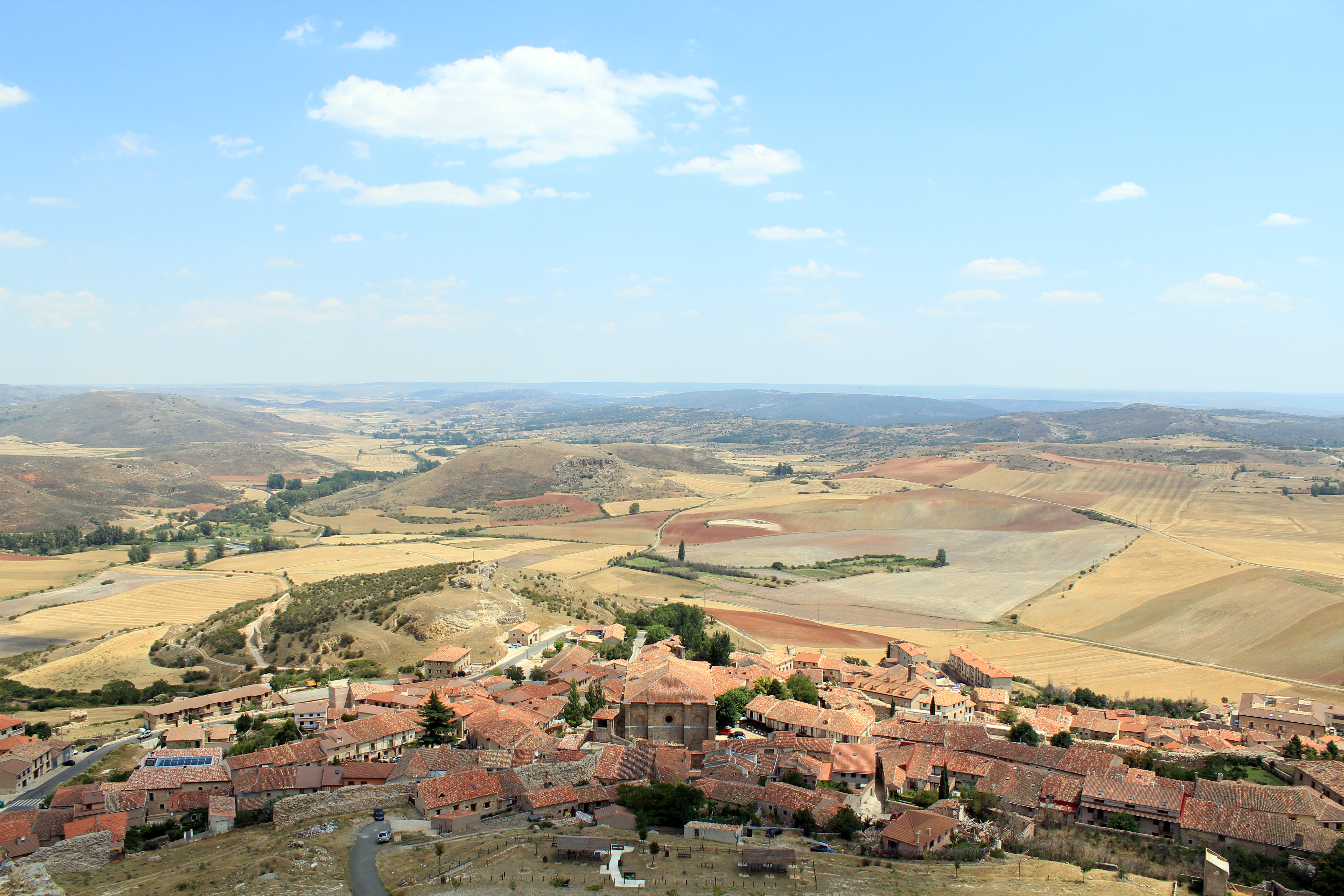
Atienza desde el castillo.

- Etapa 1. La Fuensaviñán-Sigüenza, 16,7 km. En esta corta etapa, que se puede hacer en ambos sentidos, tomando como base la ciudad de Sigüenza (4300 hab.), en la provincia de Guadalajara, a 1004 m de altitud, el recorrido propuesto parte de La Fuensaviñán, una pedanía de 16 hab. en 2019, situada en la Alcarria, a 1112 m, en medio de pequeñas lomas cerealísticas, hacia el norte, en dirección a La Torresaviñán (11 hab.), otra pedanía, y luego al oeste, a la localidad de Torremocha del Campo (200 hab.), a la que pertenecen ambas pedanías y a 4,5 km de la salida. Desde aquí y tras otros tantos kilómetros hacia el norte de estepa trigueña, el camino se adentra en la Hoz del río Dulce, conocida por ser el lugar donde Félix Rodríguez de la Fuente rodaba episodios sobre buitres y lobos. El camino baja a la garganta y sigue el río hasta la localidad de Pelegrina, a la salida de la hoz, a 1065 m y pedanía ya de Sigüenza, con solo 15 hab. censados. Desde el inicio a 1100 m hasta el refugio de Rodríguez de la Fuente, en zona de chopos junto al río, hay cien metros de desnivel, que luego hay que subir salvando el valle del río Dulce para subir por el camino de la Lana y el Rebollar, poblado de encinas y robles, hasta Sigüenza, a 7 km de Pelegrina.
- Etapa 2. Sigüenza-Valdelcubo, 24,5 km. Desde Sigüenza a Valdelcubo (39 hab. y 1077 m), pasando por Alcuneza (36 hab.) y Sienes (49 hab.), hay un largo camino hacia el norte a través de montes, cañadas, páramos y estepa. De Sigüenza a Alcuneza se sigue el valle del río Henares hacia el nordeste durante poco más de 9 km. En esta pedanía de la España vaciada, a 1065 m, se coge la Cañada Real Soriana Oriental hacia el norte, que sigue a través de un monte abierto con algunas encinas. Este camino montano sube unos 6 km hasta el Alto del Mojonazo, a 1221 m y luego ondula suavemente por un paisaje de dehesa hasta encontrar un camino a la izquierda que desciende unos 5 km hasta Sienes, a 1000 m. Desde Sienes, el camino llanea durante unos 4 km hasta Valdelcubo.
- Etapa 3. Sigüenza-Atienza, 46,6 km. Aunque el camino más corto no tiene más de 30 km, la ruta propuesta es más larga. Saliendo de Sigüenza, se sigue el río Henares unos cientos de metros hacia el nordeste para dar la vuelta al Cerro Villavieja y cambiar de cuenca, entrando en la del río del Vadillo, que va por valle cultivado hacia el noroeste hasta Palazuelos (51 hab.), a 6 km, villa medieval con castillo y muralla. Se cruza el río y se sigue para encontrar a 5 km las salinas de la Olmeda, a 925 m, en un paraje llano salpicado de montes. A 1 km se encuentra, en la ladera de uno de ellos, la sierra de Bujalcayado, el pueblo del mismo nombre, con solo 6 hab. y una vista de páramo impresionante si es pleno verano. Bordeando la montaña y volviendo al llano, a 6 km, se encuentra Imón (25 hab.) y las salinas de Imón. Volviendo hacia el este y luego al norte por sembrados, a 6 km se llega a Riba de Santiuste (15 hab.), a 960 m, donde hay un gran castillo. La ruta sigue hasta Valdelcubo, final de la etapa anterior, a otros 6 km por campos de cultivo. Desde aquí, hacia el oeste por el mismo llano rodeado de montes hasta las salinas de Rienda y a la pedanía de Rienda (11 hab.), a poco más de 3 km, donde hay un yacimiento único de icnitas. Desde aquí, el camino sigue hacia el oeste unos 4 km hasta Tordelrábano (10 hab.). Seguimos hacia el oeste por el valle del río Alcolea unos 15 km hasta Atienza (395 hab. y 1169 m), donde hay otro castillo destacable.